# Nilssonia hurum
La tartaruga dal guscio molle pavonina indiana (Nilssonia hurum (Gray, 1831)) è una tartaruga d'acqua dolce della famiglia dei Trionichidi.

## Descrizione
La tartaruga dal guscio molle pavonina indiana ha un carapace che raggiunge una lunghezza di 60 cm e che negli esemplari adulti è di colore verde oliva con il margine giallo. Il piastrone, comunque, è di colore grigio chiaro. Nella parte superiore presenta un disegno reticolato bianco e arancione. Essa è caratterizzata in particolare da tre coppie di grandi disegni gialli che ricordano gli ocelli presenti sulla coda del pavone, a cui la specie deve il nome.
I maschi si distinguono dalle femmine per la coda più lunga e più spessa. Inoltre, la loro apertura cloacale è situata più in prossimità della coda.

## Distribuzione e habitat
È diffusa nel nord-est dell'India, nei bacini idrografici dei fiumi Gange, Brahmaputra e Subarnareka, ma anche in Nepal e Bangladesh. In Pakistan è nota solamente a partire da un unico esemplare trovato nel fiume Indo; alcuni erpetologi, tuttavia, ritengono che si tratti di un individuo appartenente ad un'altra specie.

## Biologia
Le tartarughe dal guscio molle pavonine indiane sono animali prevalentemente crepuscolari e notturni che si nutrono di pesci d'acqua dolce e di piccoli insetti. Agli esemplari giovani piace stare seppelliti nel fondale sabbioso dei corsi d'acqua, lasciando scoperti solo gli occhi e le narici.
L'accoppiamento avviene in acqua. Le uova, rotonde e con il guscio duro, vengono deposte durante i mesi invernali.

## Conservazione
Questa specie è elencata nell'Appendice I della CITES e quindi ne è vietato il commercio. In India è protetta fin dal 1972, così come in Bangladesh. In uno studio condotto nel 1983, tuttavia, la specie risultava ancora la terza specie più venduta sui mercati dell'India orientale.